# Viscum congolense
Viscum congolense är en sandelträdsväxtart som beskrevs av Wildem. & Th. Dur.. Viscum congolense ingår i släktet mistlar, och familjen sandelträdsväxter. Inga underarter finns listade i Catalogue of Life.